# Victoria Sugden
Victoria Anne Barton (apellido de soltera: Sugden) es un personaje ficticio de la serie de televisión Emmerdale Farm, interpretada por la actriz Isabel Hodgins desde el 2006, hasta ahora. Anteriormente el papel de victoria fue interpretado por la actriz Hannah Midgley de 1998 hasta el 2006 y por Jessica Heywood del 31 de marzo de 1994 hasta 1998.